# Южный Аламышик
Ю́жный Аламыши́к (узб. Janubiy Olamushuk / Жанубий Оламушук) — посёлок городского типа, расположенный на территории Джалакудукского района (Андижанская область, Узбекистан) на берегу канала Катартал.
Население — 6 184 чел. (на 1989 г.).    
В Южном Аламышике действует швейно-галантерейная фабрика; ведётся добыча нефти и природного газа.